# Semiónovka (Razdólnoie)
Semiónovka - Семёновка (rus) - és un khútor del krai de Krasnodar, a Rússia. Es troba a les terres baixes de Kuban-Priazov. És a 13 km al nord de Kusxóvskaia i a 189 km al nord de Krasnodar. Pertany al poble de Razdólnoie.